# Iglesia Elim (Singapur)
La Iglesia Elim de Singapur (en inglés Singapore's Elim Church) o Asamblea de Dios de Singapur (Singapore's Assemblies of God), entre otros nombres que recibe, es una de las primeras iglesias pentecostales de Singapur, establecida en 1928. Esta iglesia posee servicios plurilingüísticos los domingos y hace énfasis en la importancia de ser misionero.